# Direction des services pénitentiaires d'outre-mer
La direction des services pénitentiaires d'outre-mer (DSPOM), anciennement appelée mission des services pénitentiaires de l'outre-mer (MSPOM) ou mission outre-mer (MOM), est le service déconcentré de l'administration pénitentiaire française chargé de coordonner l'activité des établissements pénitentiaires et des services pénitentiaires d'insertion et de probation ultramarins.   
Son périmètre s'étend sur le territoire des départements et régions d'outre-mer (Guadeloupe, Guyane, Martinique, Mayotte et La Réunion), des collectivités d'outre-mer et de la Nouvelle-Calédonie. Elle est l'une des dix directions interrégionales des services pénitentiaires (DISP) présentes sur le territoire métropolitain et ultramarin.  

## Histoire et organisation
Depuis sa création, le service déconcentré de l'administration pénitentiaire chargé de piloter les services pénitentiaires ultramarins était dénommée mission des services pénitentiaires de l'outre-mer (MSPOM), souvent abrégée en mission outre-mer (MOM). Le décret no 2023-200 du 24 mars 2023 est venu lui substituer la dénomination de direction des services pénitentiaires d'outre-mer (DSPOM) afin d'aligner son statut sur celui des autres DISP et d'abandonner la référence devenue désuète à une « mission », terme désignant une entité temporaire. 
Ses locaux sont situés au 48 rue Denis-Papin à Ivry-sur-Seine (Val-de-Marne). 
De 2018 à février 2025, la directrice interrégionale des services pénitentiaires est Muriel Guégan. Antoine Cuenot la remplace par intérim puis Vincent Dupeyre prend la direction.

## Ressort

### Établissements pénitentiaires
La direction des services pénitentiaires d'outre-mer est compétente pour coordonner l'activité des établissements pénitentiaires situés dans son ressort.

#### Guadeloupe
- Maison d'arrêt de Basse-Terre
- Centre pénitentiaire de Baie-Mahault

#### Guyane
- Centre pénitentiaire de Remire-Montjoly

#### Nouvelle-Calédonie
- Centre de détention de Koné
- Centre pénitentiaire de Nouméa

#### Martinique
- Centre pénitentiaire de Ducos

#### La Réunion
- Maison d'arrêt de Saint-Pierre
- Centre de détention du Port
- Centre pénitentiaire de Saint-Denis

#### Mayotte
- Centre pénitentiaire de Majicavo

#### Saint-Pierre-et-Miquelon
- Centre pénitentiaire de Saint-Pierre

#### Polynésie française
- Centre de détention de Uturoa (Raiatea)
- Centre de détention de Taiohae (Marquises)
- Centre pénitentiaire de Faa'a-Nuutania
- Centre de détention de Tatutu de Papeari

#### Wallis-et-Futuna
- Centre pénitentiaire de Mata-Utu

### Services pénitentiaires d'insertion et de probation

#### Sièges
La direction des services pénitentiaires d'outre-mer est compétente pour coordonner l'activité des services pénitentiaires d'insertion et de probation dont les sièges sont situés à Pointe-à-Pitre (Guadeloupe), Remire-Montjoly (Guyane), Nouméa (Nouvelle-Calédonie), Fort-de-France (Martinique), Saint-Denis (La Réunion), Mamoudzou (Mayotte) et Papeete (Polynésie française),. 

#### Antennes ou résidences administratives
La direction des services pénitentiaires d'outre-mer est également compétente pour coordonner l'activité des antennes ou résidences administratives des services pénitentiaires d'insertion et de probation situées à Saint-Martin, Baie-Mahault et Basse-Terre (Guadeloupe), Saint-Laurent-du-Maroni (Guyane), Koné (Nouvelle-Calédonie), Ducos (Martinique), Le Port, Saint-Pierre (La Réunion), Uturoa et Faa'a (Polynésie française),.